# The Buffalo Skinners
The Buffalo Skinners är rockgruppen Big Countrys sjätte album från 1993.

## Låtlista
1. Alone (5:08)
2. Seven Waves (4:43)
3. What Are You Working For? (4:00)
4. The One I Love (5:02)
5. Long Way Home (5:55)
6. The Selling of America (4:20)
7. We're Not in Kansas (6:23)
8. Ships (5:53)
9. All Go Together (4:11)
10. Winding Wind (4:30)
11. Pink Marshmallow Moon (4:24)
12. Chester's Farm (4:37)